# Ichneumon flaviventris
Ichneumon flaviventris là một loài tò vò trong họ Ichneumonidae.